# Rinoreocarpus ulei
Rinoreocarpus ulei är en violväxtart som först beskrevs av Melchior, och fick sitt nu gällande namn av Adolpho Ducke. Rinoreocarpus ulei ingår i släktet Rinoreocarpus och familjen violväxter. Inga underarter finns listade i Catalogue of Life.